# Згода (Україна)
Зго́да — село в Україні, у Долинській міській громаді Кропивницького району Кіровоградської області. Населення становить 261 осіб.

## Населення
Згідно з переписом УРСР 1989 року чисельність наявного населення села становила 287 осіб, з яких 122 чоловіки та 165 жінок.
За переписом населення України 2001 року в селі мешкало 256 осіб.

### Мова
Розподіл населення за рідною мовою за даними перепису 2001 року:
| Мова       | Відсоток |
| ---------- | -------- |
| українська | 95,40 %  |
| російська  | 4,60 %   |